# 塞吉欧·维埃拉
塞吉欧·米格尔·加西亚·维埃拉（葡萄牙語：Sérgio Miguel Garcia Vieira，1976年2月20日—）是一名葡萄牙竞走运动员。他曾参加2008年北京奥运和2016年里约奥运。他的双胞胎兄弟，若奥·维埃拉，同样也是一名竞走运动员。